# Christophe Lamaison
Christophe Lamaison (Dax, 8 de abril de 1971) es un exjugador francés de rugby que se desempeñaba como apertura. Es el máximo anotador histórico de conversiones de Les Blues.

## Carrera
Se formó deportivamente en Peyrehorade SR y en 1989 se marchó al Aviron Bayonnais con el que debutó en primera en 1990. Cuando el rugby se hizo profesional en 1995 fue contratado por el CA Brive-Corrèze, con los que ganó la Copa de Campeones de 1996/97.
A pesar de recibir grandes ofertas económicas de la Aviva Premiership en 2004, decidió rechazarlas y en cambio jugó para Saint-Médard del Pro D2 donde se retiró en 2006.

### Selección nacional
Debutó en la selección nacional el 20 de noviembre de 1996 y jugó con ella hasta 2001. Ganó el Torneo de las Seis Naciones de 1997 y 1998.
- Con 380 puntos es el segundo máximo anotador de la selección.
- Con 59 conversiones es el máximo anotador de la selección.

## Participaciones en Copas del Mundo
Disputó la Copa del Mundo de Rugby de Gales 1999. Lamaison llegó en su mejor momento y el partido de semifinales contra los All Blacks fue el mejor de su carrera; marcó 28 puntos con un full house incluido y Les Blues vencieron 43-31. Sin embargo Francia perdió la final del torneo ante los Wallabies 35-12.
| Mundial                       | Sede  | Resultado  | PJ | Puntos |
| ----------------------------- | ----- | ---------- | -- | ------ |
| Copa Mundial de Rugby de 1999 | Gales | Subcampeón | 4  | 65     |

## Palmarés
- Campeón del Torneo de las Seis Naciones de 1997 y 1998, ambas con Grand Slam.
- Campeón de la Copa de Campeones de 1996/97.